# 1953-as Formula–1 világbajnokság
Az 1953-as Formula–1-es szezon volt a 4. FIA Formula–1 világbajnoki szezon. 1953. január 18-ától szeptember 13-áig tartott.
Az első öt célba érkezőnek járt világbajnoki pont (8, 6, 4, 3, 2) és 1 pontot adtak a leggyorsabb körért. A kilencből csak a legjobb négy pontszám számított bele a világbajnokság végeredményébe. A pontokat megosztott autókért egyformán megosztották a versenyzők között, tekintet nélkül arra, hogy ki vezette többet az autót.
Bekerült a versenynaptárba az argentin nagydíj, így ebben az évadban már 9 futamot rendeztek.

## A szezon menete

### Argentin nagydíj
Az évadnyitó futamra egy új helyszínen került sor, az 1953-ban először megrendezett argentin nagydíjon, amit az akkor frissen épült Buenos Aires-i pályán bonyolítottak le. A pole-pozíciót a Ferraris Alberto Ascari szerezte meg, aki az egy évvel korábbi eredményeket is beleszámítva sorozatban hetedszerre nyert és futotta meg a verseny leggyorsabb körét. Mindkét teljesítményével máig(!) vezeti az ez irányú statisztikákat. Az argentin világbajnok, Juan Manuel Fangio ebben az évben már visszatért a versenyzéshez, a Maserati csapatnál versenyezve. Első hazai futamán a második helyről rajtolt, de a 36. körben, váltóhiba miatt feladta a versenyt. Ascari mögött a harmadik helyről induló csapattársa, Luigi Villoresi ért a célba, egy kör hátrányban. A negyedik helyről rajtoló, szintén Ferraris Farina már a 31. körben kiesett a versenyből. A harmadik és ötödik helyen befutó két argentin Maseratis, José Froilán González és Oscar Alfredo Gálvez között az első Ferraris évadját kezdő, fiatal (24 éves) Mike Hawthorn ért célba.

### holland nagydíj
A harmadik versenyt (Indianapolist nem számítva a második) a hollandiai Zadvoortban rendezték. Itt újra Ascari szerezte meg a pole-pozíciót. Mögötte ismét Fangio indult, a harmadik helyet újra Farina szerezte meg. Ezt a versenyt is a Ferrarik uralták. Különösképpen, miután José Froilán González 22. körben kiesett, igaz, ő még beülhetett csapattársa, Felice Bonetto autójába. A 36. körben kieső Fangionak már nem volt ilyen lehetősége, így három futammal a szezonkezdet után is pont nélkül állt. A műszaki hibák a Ferrarit sem kerülték el teljesen. Luigi Villoresi a 67. körben kényszerült kiállni annak ellenére, hogy az addig futott leggyorsabb körénél a verseny végéig sem tudott senki gyorsabbat teljesíteni. Az élen Ascari és Farina értek célba, mögöttük egy kör hátrányban González, aki viszont megosztva kapta a négy pontot Bonettoval, így még a negyedik helyen célba érő Hawthorn is eggyel több pontot szerzett nála. Az utolsó pontszerző helyen, már két kör hátrányban, Toulo de Graffenried végzett a Maseratival.

### belga nagydíj
A negyedik futamot a belgiumi Spa-Francorchamps versenypályán rendezték. A pole-pozíciót Fangio szerezte meg. Az 1951-es spanyol nagydíj óta az első eset volt, mikor nem Ferrari indult a pole-pozícióból. Fangiót ennek ellenére tovább üldözte balszerencséje. A 13. körben elfüstölt a motorja, de akkor még cserélt csapattársával, a belga Johhny Claessel, azzal pedig kicsúszott a rendkívül veszélyes belga pályáról, így a negyedik futam után is pont nélkül maradt. A versenyt Ascari és Villoresi fejezték be az élen. A két ferraris mögött két maseratis következett, mindkettő egy körös hátrányban: Onofre Marimon és Toulo de Graffenried. Az utolsó pontszerző helyen Maurice Trintignant ért be egy Gordinivel. Az évben ő volt az első pontszerző, aki nem Ferraris vagy Maseratis volt.

### francia nagydíj

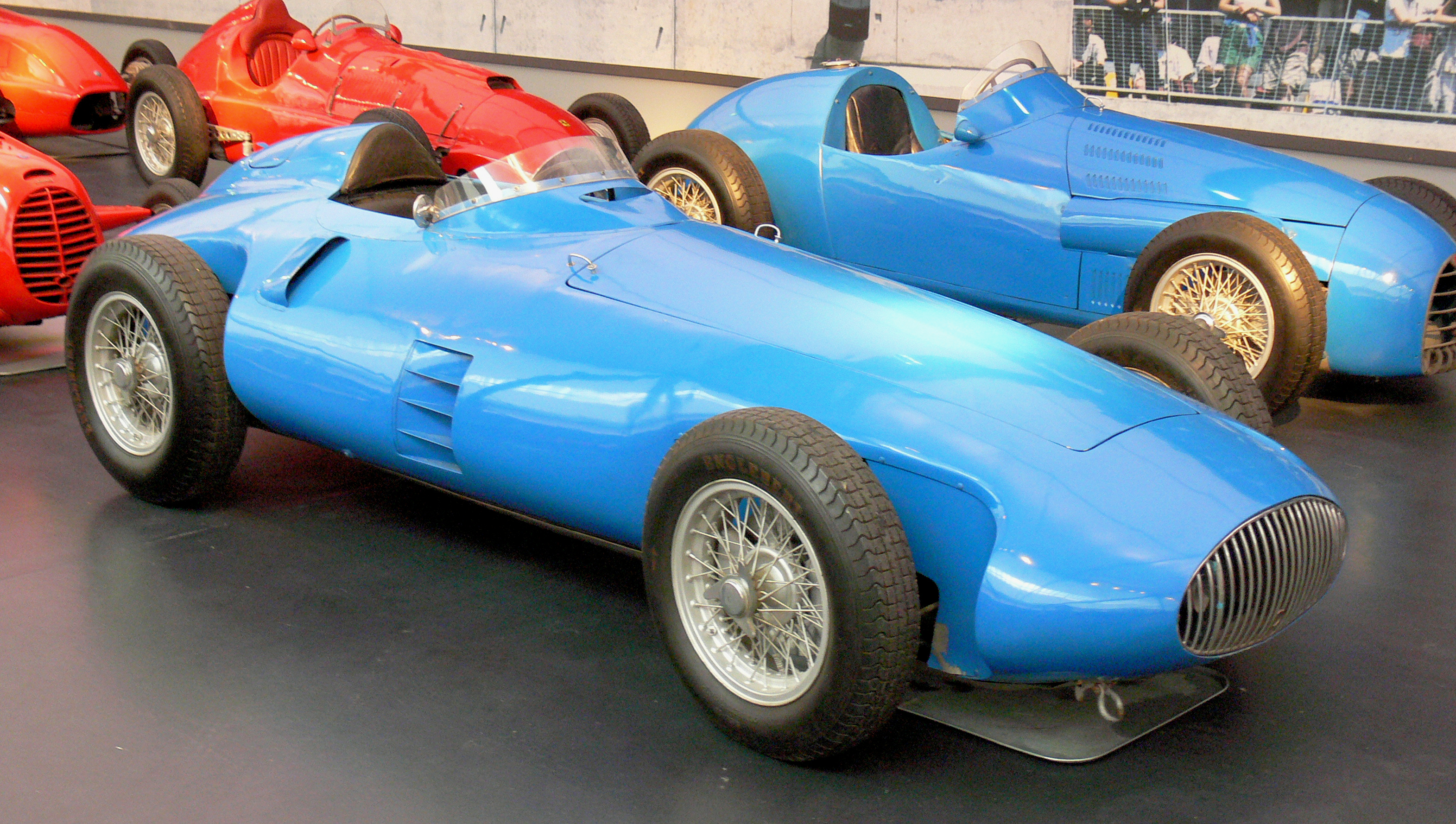
Gordini Type 16

Az ötödik verseny a francia nagydíj volt, ami egy év kihagyás után visszatért az első két évben használt Reims-Gueux-i pályára. A pole-pozíció ismét Ascarié lett. Ezúttal mögötte nem Fangio, hanem a szintén Ferraris Felice Bonetto indult. A harmadik rajtkockában szintén Ferrari állt, Villoresivel a volánnál. Fangio csak a negyedik helyről indult. A Maestro, aki kora legnagyobb edzésmenőjének számított, még soha ezelőtt nem indult a harmadik helynél hátrábbról.
A verseny egyébként a Formula–1 addigi történetének legszorosabb versenyét hozta, ugyanis az első négy befutó 5 másodpercen belül volt egymáshoz képest. A szenzációs versenyből ezúttal is egy Ferraris került ki győztesen, a sportágban a második, a Ferrarinál az első szezonját teljesítő, mindössze 24 éves Mike Hawthorn, aki az addig győzni tudó pilóták közül magasan a legfiatalabb volt. Ő volt ezen kívül az első nem olasz vagy argentin győztese Formula–1-es világbajnoki versenynek.
A második helyen Fangio futott be. Mivel a leggyorsabb kört is megfutotta, csak egy ponttal kapott kevesebbet a győztesnél.
A dobogó harmadik fokára is Maseratis állhatott fel, González személyében. A további két pontszerző a Ferraris Ascari és Farina lett, Villoresi pedig 6.-ként futott be.

### brit nagydíj
A hatodik verseny a Silverstone-ban rendezett brit nagydíj volt. Ascari ismét megszerezte a pole-pozíciót, nyert, és a leggyorsabb kört is megfutotta, igaz, ezt megosztva a Maseratis Gonzálezzel, aki a második helyről indult, de csak a negyedik helyen ért célba. A végeredmény egyébként érdekes, Ferrari-Maserati-Ferrari-Maserati-Ferrari-Maserati lett, név szerint Ascari, Fangio, Farina, González, Hawthorn, Bonetto.

### német nagydíj
Az évad hetedik futama a német nagydíj volt, a hírhedt Nürburgringen. Bár Ascari ismét az első rajtkockából indult, és a verseny leggyorsabb körét is megfutotta, ezúttal őt érte utol a balszerencse. A 15. körben meghibásodott motorja, és bár autót cserélt Villoresivel, nem tudott pontszerző helyen célba érni. A versenyt Nino Farina nyerte meg, aki ezzel élete utolsó, szám szerint ötödik győzelmét húzta be, és ő lett a sportág legidősebb futamgyőztese, a maga 46 évével. (Luigi Fagioli az 1951-es francia nagydíj győzelmekor 53 éves volt, de azt a futamot Fangio nyerte meg, csak épp miután autót cserélt Fagiolival.) Farina mögött Fangio lett a második, Hawthorn a harmadik. Az utolsó két pontszerző helyen két Maseratis gördült be, Bonetto és Graffenried.

### svájci nagydíj

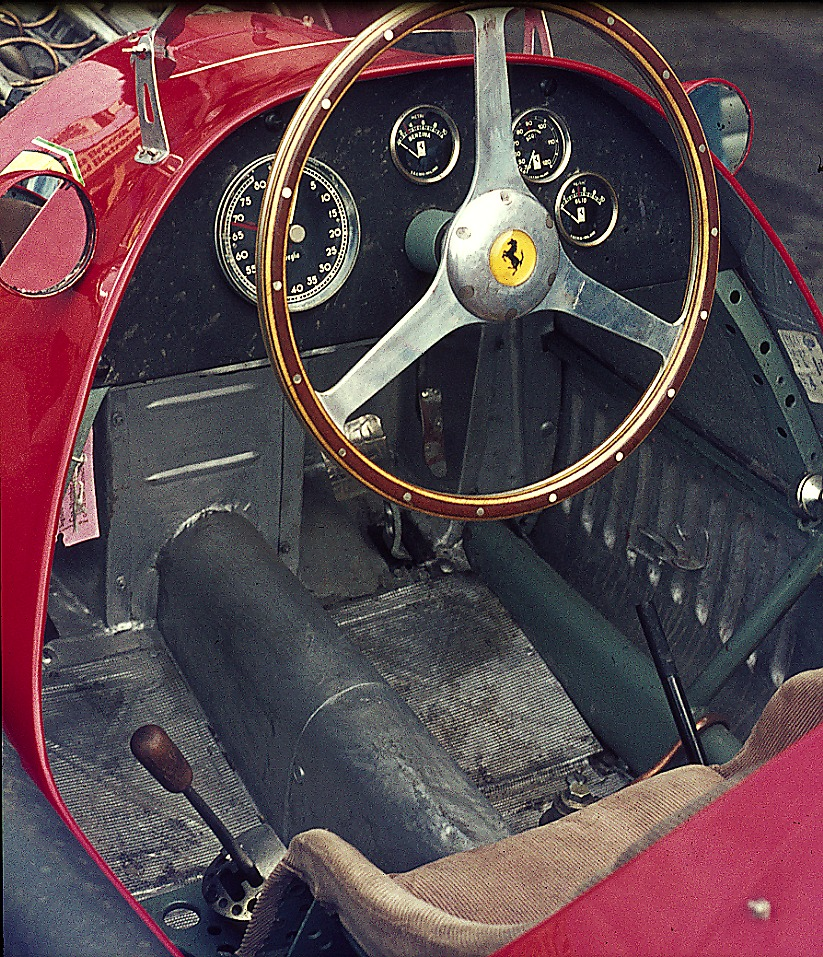
Ferrari 500

A nyolcadik verseny a svájci nagydíj volt Bremgartenben. Fangio megszerezte az első rajtkockát Ascari elől, de a motorja a 29. körben felmondta a szolgálatot, és miután Bonetto Maseratijával újra versenybe szállt, már csak a negyedik helyig tudott felkapaszkodni, és persze az azért járó pontokat is meg kellett osztania a csapattársával. A dobogóra három Ferraris léphetett fel, Ascari, Farina, Hawthorn sorrendben. Fangio mögött német csapattársa, Hermann Lang lett az utolsó pontszerző. A leggyorsabb kört ismét Ascari futotta. Ascarinak ezzel annyi pontja lett, hogy még az utolsó futam előtt megnyerte a világbajnokságot.

### olasz nagydíj
Az évadzáró futam hagyományosan Monzában volt, az olasz nagydíj. Az időmérőt a közönség örömére Ascari nyerte Fangio előtt, és a versenyben vezetett is, mígnem az utolsó előtti körben kiesett a versenyből, így a győzelem Fangio ölébe hullott, aki a verseny leggyorsabb körét is megfutotta. Mögötte a három Ferraris futott be, Farina, Villoresi és Hawthorn sorrendben. Az utolsó pontszerző helyen Maurice Trintignant ért célba egy Gordinivel.

## Futamok
| #  | Futam                      | Dátum          | Pálya             | Pályakép    | Győztes versenyző  | Győztes csapat           | Összefoglaló |
| -- | -------------------------- | -------------- | ----------------- | ----------- | ------------------ | ------------------------ | ------------ |
| 24 | Formula–1 argentin nagydíj | Január 18.     | Oscar Gálvez      |             | Alberto Ascari     | Ferrari                  | Összefoglaló |
| 25 | indianapolisi 500          | Május 30.      | Indianapolis      |             | Bill Vukovich      | Kurtis Kraft-Offenhauser | Összefoglaló |
| 26 | Formula–1 holland nagydíj  | Június 7.      | Zandvoort         |             | Alberto Ascari     | Ferrari                  | Összefoglaló |
| 27 | Formula–1 belga nagydíj    | Június 21.     | Spa-Francorchamps |             | Alberto Ascari     | Ferrari                  | Összefoglaló |
| 28 | Formula–1 francia nagydíj  | Július 5.      | Reims             |             | Mike Hawthorn      | Ferrari                  | Összefoglaló |
| 29 | Formula–1 brit nagydíj     | Július 18.     | Silverstone       |             | Alberto Ascari     | Ferrari                  | Összefoglaló |
| 30 | Formula–1 német nagydíj    | Augusztus 2.   | Nürburgring       | Nürburgring | Giuseppe Farina    | Ferrari                  | Összefoglaló |
| 31 | Formula–1 svájci nagydíj   | Augusztus 23.  | Bremgarten        |             | Alberto Ascari     | Ferrari                  | Összefoglaló |
| 32 | Formula–1 olasz nagydíj    | Szeptember 13. | Monza             |             | Juan Manuel Fangio | Maserati                 | Összefoglaló |

## Bajnokság végeredménye
A bajnok Ascari lett, 6,5 ponttal Fangio előtt. Ascari lett a Formula–1 történetének első többszörös bajnoka, ráadásul az első, aki duplázott. Igaz egy évvel később már Fangio is többszörös bajnok lett, még egy évvel később pedig a duplázás is meg lett neki.

### Versenyzők
Pontozás:
| Helyezés | 1. | 2. | 3. | 4. | 5. | Lk. | 6.-20. |
| -------- | -- | -- | -- | -- | -- | --- | ------ |
| Pont     | 8  | 6  | 4  | 3  | 2  | 1   | 0      |

(Félkövér: pole-pozíció, dőlt: leggyorsabb kör, a színkódokról részletes információ itt található)
| Helyezés | Versenyző             | ARG | 500‡ | NED | BEL      | FRA | GBR | GER      | SUI      | ITA | Pontszám    |
| -------- | --------------------- | --- | ---- | --- | -------- | --- | --- | -------- | -------- | --- | ----------- |
| 1        | Alberto Ascari        | 1   |      | 1   | 1        | 4   | 1** | 8† / Ki† | 1        | Ki  | 34.5 (46.5) |
| 2        | Juan Manuel Fangio    | Ki  |      | HN  | Ki / Ki† | 2   | 2   | 2        | 4† /Ki†  | 1   | 28 (29.5)   |
| 3        | Giuseppe Farina       | Ki  |      | 2   | Ki       | 5   | 3   | 1        | 2        | 2   | 26 (32)     |
| 4        | Mike Hawthorn         | 4   |      | 4   | 6        | 1   | 5   | 3        | 3        | 4   | 19 (27)     |
| 5        | Luigi Villoresi       | 2   |      | Ki  | 2        | 6   | Ki  | 8† / Ki† | 6        | 3   | 17          |
| 6        | José Froilán González | 3   |      | 3†  | Ki       | 3   | 4** |          |          |     | 13.5 (14.5) |
| 7        | Bill Vukovich         |     | 1    |     |          |     |     |          |          |     | 9           |
| 8        | Toulo de Graffenried  |     |      | 5   | 4        | 7   | Ki  | 5        | Ki       | Ki  | 7           |
| 9        | Felice Bonetto        | Ki  |      | 3†  |          | Ki  | 6   | 4        | 4† / Ki† | Ki  | 6.5         |
| 10       | Art Cross             |     | 2    |     |          |     |     |          |          |     | 6           |
| 11       | Onofre Marimón        |     |      |     | 3        | 9   | Ki  | Ki       | Ki       | Ki  | 4           |
| 12       | Maurice Trintignant   | 7†  |      | 6   | 5        | Ki  | Ki  | Ki       | Ki       | 5   | 4           |
| 13       | Sam Hanks             |     | 3†   |     |          |     |     |          |          |     | 2           |
| 14       | Duane Carter          |     | 3†   |     |          |     |     |          |          |     | 2           |
| 15       | Oscar Alfredo Gálvez  | 5   |      |     |          |     |     |          |          |     | 2           |
| 16       | Jack McGrath          |     | 5    |     |          |     |     |          |          |     | 2           |
| 17       | Hermann Lang          |     |      |     |          |     |     |          | 5        |     | 2           |
| 18       | Fred Agabashian       |     | 4†   |     |          |     |     |          |          |     | 1.5         |
| 19       | Paul Russo            |     | 4†   |     |          |     |     |          |          |     | 1.5         |
| 20       | Stirling Moss         |     |      | 9   |          | Ki  |     | 6        |          | 13  | 0           |
| 21       | Jean Behra            | 6   |      |     | Ki       | 10  | Ki  | Ki       | Ki       |     | 0           |
| 22       | Roberto Mieres        |     |      | HN  |          | Ki  |     |          |          | 6   | 0           |
| 23       | Jimmy Daywalt         |     | 6    |     |          |     |     |          |          |     | 0           |
| 24       | Harry Schell          | 7†  |      | Ki  | 7        | Ki  | Ki  | Ki       |          | 9   | 0           |
| 25       | Louis Rosier          |     |      | 7   | 8        | 8   | 10  | 10       | Ki       | 16  | 0           |
| 26       | Ken Wharton           |     |      | Ki  |          | Ki  | 8   |          | 7        | HN  | 0           |
| 27       | Prince Bira           |     |      |     |          | Ki  | 7   | Ki       |          | 11  | 0           |
| 28       | Jacques Swaters       |     |      |     |          |     |     | 7        | Ki       |     | 0           |
| 29       | Jim Rathmann          |     | 7    |     |          |     |     |          |          |     | 0           |
| 30       | Sergio Mantovani      |     |      |     |          |     |     |          |          | 7†  | 0           |
| 31       | Luigi Musso           |     |      |     |          |     |     |          |          | 7†  | 0           |
| 32       | Peter Collins         |     |      | 8   | Ki       | 13  | Ki  |          |          |     | 0           |
| 33       | John Barber           | 8   |      |     |          |     |     |          |          |     | 0           |
| 34       | Ernie McCoy           |     | 8    |     |          |     |     |          |          |     | 0           |
| 35       | Max de Terra          |     |      |     |          |     |     |          | 8        |     | 0           |
| 36       | Umberto Maglioli      |     |      |     |          |     |     |          |          | 8   | 0           |
| 37       | Alan Brown            | 9   |      |     |          |     | Ki  | Ki       |          | 12  | 0           |
| 38       | Tony Bettenhausen     |     | 9    |     |          |     |     |          |          |     | 0           |
| 39       | Fred Wacker           |     |      |     | 9        |     |     |          |          |     | 0           |
| 40       | Peter Whitehead       |     |      |     |          |     | 9   |          |          |     | 0           |
| 41       | Hans Herrmann         |     |      |     |          |     |     | 9        |          |     | 0           |
| 42       | Albert Scherrer       |     |      |     |          |     |     |          | 9        |     | 0           |
| 43       | Louis Chiron          |     |      |     |          | 15  |     |          |          | 10  | 0           |
| 44       | Paul Frère            |     |      |     | 10       |     |     |          | Ki       |     | 0           |
| 45       | Jimmy Davies          |     | 10   |     |          |     |     |          |          |     | 0           |
| 46       | Duke Nalon            |     | 11   |     |          |     |     |          |          |     | 0           |
| 47       | André Pilette         |     |      |     | 11       |     |     |          |          |     | 0           |
| 48       | Bob Gerard            |     |      |     |          | 11  |     |          |          |     | 0           |
| 49       | Rodney Nuckey         |     |      |     |          |     |     | 11       |          |     | 0           |
| 50       | Johnny Claes          |     |      | HN  | Ki†      | 12  |     | Ki       |          | Ki  | 0           |
| 51       | Carl Scarborough      |     | 12   |     |          |     |     |          |          |     | 0           |
| 52       | Theo Helfrich         |     |      |     |          |     |     | 12       |          |     | 0           |
| 53       | Kenneth McAlpine      |     |      | Ki  |          |     | Ki  | 13       |          | HN  | 0           |
| 54       | Manny Ayulo           |     | 13   |     |          |     |     |          |          |     | 0           |
| 55       | Yves Giraud-Cabantous |     |      |     |          | 14  |     |          |          | 15  | 0           |
| 56       | Hans Stuck            |     |      |     |          |     |     | Ki       |          | 14  | 0           |
| 57       | Jimmy Bryan           |     | 14   |     |          |     |     |          |          |     | 0           |
| 58       | Rudolf Krause         |     |      |     |          |     |     | 14       |          |     | 0           |
| 59       | Bill Holland          |     | 15   |     |          |     |     |          |          |     | 0           |
| 60       | Ernst Klodwig         |     |      |     |          |     |     | 15       |          |     | 0           |
| 61       | Rodger Ward           |     | 16   |     |          |     |     |          |          |     | 0           |
| 62       | Wolfgang Seidel       |     |      |     |          |     |     | 16       |          |     | 0           |
| 63       | Walt Faulkner         |     | 17   |     |          |     |     |          |          |     | 0           |
| —        | Jack Fairman          |     |      |     |          |     | Ki  |          |          | HN  | 0           |
| —        | Lance Macklin         |     |      | Ki  | Ki       | Ki  | Ki  |          | Ki       | Ki  | 0           |
| —        | Roy Salvadori         |     |      | Ki  |          | Ki  | Ki  | Ki       |          | Ki  | 0           |
| —        | Élie Bayol            |     |      |     |          | Ki  |     |          |          | Ki  | 0           |
| —        | Chico Landi           |     |      |     |          |     |     |          | Ki       | Ki  | 0           |
| —        | Robert Manzon         | Ki  |      |     |          |     |     |          |          |     | 0           |
| —        | Carlos Menditéguy     | Ki  |      |     |          |     |     |          |          |     | 0           |
| —        | Pablo Birger          | Ki  |      |     |          |     |     |          |          |     | 0           |
| —        | Adolfo Schwelm Cruz   | Ki  |      |     |          |     |     |          |          |     | 0           |
| —        | Marshall Teague       |     | Ki   |     |          |     |     |          |          |     | 0           |
| —        | Spider Webb           |     | Ki   |     |          |     |     |          |          |     | 0           |
| —        | Bob Sweikert          |     | Ki   |     |          |     |     |          |          |     | 0           |
| —        | Mike Nazaruk          |     | Ki   |     |          |     |     |          |          |     | 0           |
| —        | Pat Flaherty          |     | Ki   |     |          |     |     |          |          |     | 0           |
| —        | Jerry Hoyt            |     | Ki   |     |          |     |     |          |          |     | 0           |
| —        | Johnnie Parsons       |     | Ki   |     |          |     |     |          |          |     | 0           |
| —        | Don Freeland          |     | Ki   |     |          |     |     |          |          |     | 0           |
| —        | Gene Hartley          |     | Ki   |     |          |     |     |          |          |     | 0           |
| —        | Chuck Stevenson       |     | Ki   |     |          |     |     |          |          |     | 0           |
| —        | Cal Niday             |     | Ki   |     |          |     |     |          |          |     | 0           |
| —        | Bob Scott             |     | Ki   |     |          |     |     |          |          |     | 0           |
| —        | Andy Linden           |     | Ki   |     |          |     |     |          |          |     | 0           |
| —        | Johnny Thomson        |     | Ki   |     |          |     |     |          |          |     | 0           |
| —        | Georges Berger        |     |      |     | Ki       |     |     |          |          |     | 0           |
| —        | Arthur Legat          |     |      |     | Ki       |     |     |          |          |     | 0           |
| —        | Jimmy Stewart         |     |      |     |          |     | Ki  |          |          |     | 0           |
| —        | Tony Rolt             |     |      |     |          |     | Ki  |          |          |     | 0           |
| —        | Ian Stewart           |     |      |     |          |     | Ki  |          |          |     | 0           |
| —        | Duncan Hamilton       |     |      |     |          |     | Ki  |          |          |     | 0           |
| —        | Tony Crook            |     |      |     |          |     | Ki  |          |          |     | 0           |
| —        | Edgar Barth           |     |      |     |          |     |     | Ki       |          |     | 0           |
| —        | Oswald Karch          |     |      |     |          |     |     | Ki       |          |     | 0           |
| —        | Willi Heeks           |     |      |     |          |     |     | Ki       |          |     | 0           |
| —        | Theo Fitzau           |     |      |     |          |     |     | Ki       |          |     | 0           |
| —        | Kurt Adolff           |     |      |     |          |     |     | Ki       |          |     | 0           |
| —        | Günther Bechem        |     |      |     |          |     |     | Ki       |          |     | 0           |
| —        | Ernst Loof            |     |      |     |          |     |     | Ki       |          |     | 0           |
| —        | Erwin Bauer           |     |      |     |          |     |     | Ki       |          |     | 0           |
| —        | Peter Hirt            |     |      |     |          |     |     |          | Ki       |     | 0           |
| —        | Piero Carini          |     |      |     |          |     |     |          |          | Ki  | 0           |
| —        | John Fitch            |     |      |     |          |     |     |          |          | Ki  | 0           |
| Helyezés | Versenyző             | ARG | 500‡ | NED | BEL      | FRA | GBR | GER      | SUI      | ITA | Pontszám    |

- * Leggyorsabb kör (1 pont)
- ** Több versenyző futott ugyanolyan gyors leggyorsabb kört (megosztott 1 pont).
- † A helyezés ugyanannak az autónak két pilótája között megosztott